# Acostatrichia simulans
Acostatrichia simulans is een schietmot uit de familie Hydroptilidae. De soort komt voor in het Neotropisch gebied.